# 好萊塢 (密蘇里州)
好萊塢（英語：Hollywood）是位於美國密蘇里州鄧克林縣的普查規定居民點。

## 歷史
好萊塢的郵局於1898年設立，其後於1974年停運。

## 人口
根據2020年美國人口普查的數據，好萊塢的面積為0.99平方千米，皆為陸地。當地共有人口24人，而人口密度為每平方千米24.24人。